# Július Balász
Július Balász nebo také Baláž (5. října 1901 Budapešť – 29. října 1970 Praha) byl československý plavec a skokan do vody.
Pocházel ze židovské rodiny, která přišla na konci devatenáctého století z Rajce do Budapešti. Vodní sportům se začal věnovat pod vedením trenéra Bély Komjádiho. Po první světové válce se s rodinou odstěhoval do Žiliny a získal československé občanství. Od roku 1920 studoval v Brně, kde se stal členem klubů Makkabi Brno a Bar Kochba Brno. Od roku 1925 žil v Praze a závodil za Hagibor Praha.
Vytvořil československý rekord na 50 metrů volným způsobem časem 30,4 s. V roce 1921 se stal mistrem republiky v závodě na 50 m v. zp. a 100 m v. zp. Na Letních olympijských hrách 1924 v Paříži obsadil deváté místo ve skoku z prkna a vypadl v rozplavbě na 100 m v. zp. V letech 1925 až 1929 získal čtyři československé tituly ve skocích do vody. Na mistrovství Evropy v plavání 1926 v Budapešti získal ve skocích do vody bronzovou medaili. Startoval na Letních olympijských hrách 1928 v Amsterdamu, kde v soutěži skokanů do vody nepostoupil z kvalifikace. Na Makabejských hrách v roce 1935 získal zlaté medaile ve skocích z prkna a ve vodním pólu.
Za druhé světové války byl vězněn v koncentračním táboře. Po válce byl redaktorem, sportovním funkcionářem a trenérem skoků do vody.